# Квепс, Андис
Андис Квепс (латыш. Andis Kvēps; 7 мая 1953) — советский и латвийский актёр.

## Биография
Андис Квепс родился 7 мая 1953 года в Риге, в семье школьных учителей.
Окончил 45-ю Рижскую среднюю школу (1971) и театральный факультет Латвийской государственной консерватории им. Я. Витола (1975). Актёр Государственного академического театра драмы им. А. Упита (Национального театра) в 1975—1978 и 1983—1996 годах.
Был женат на актрисе Визме Квепе.

## Творчество

### Роли в театре

#### Национальный театр (Латвия)
- 1975 — «Дни портных в Силмачах» Рудольфа Блауманиса — Алексис
- 1977 — «Электра — моя любовь» Л. Гурко — Орест
- 1977 — «Майя и Пайя» Анны Бригадере — Варис
- 1977 — «На грани веков» по произведениям Андрея Упита — Мартиньш
- 1977 — «Спартак» Андрея Упита — Метробий
- 1984 — «Метеор» Петериса Петерсона — Ягуар
- 1986 — «Много шума из ничего» Уильяма Шекспира — Борачио
- 1987 — «Улица большого грешника» Мартиньша Зиверта — Нупатс
- 1990 — «Три товарища» по роману Эриха Мария Ремарка — Готфрид Ленц
- 1991 — «Играй, танцуй» Райниса — Земгус
- 1993 — «Невидимый Харви» Мэри Чейз — Элвуд П. Дауд
- 1993 — «Почему это так, Мэл?» Нила Саймона — Гари Эдисон
- 1996 — «Ход на остров Лиепсала» Хария Гулбиса — Ренарс

### Фильмография
- 1976 — В тени меча
- 1981 — На грани веков — эпизод
- 1983 — Сад с призраком — Имант
- 1985 — Двойной капкан — Ричс ( дублирует Леонид Белозорович )